# Mobile Revelers 2001-2002
La stagione 2001-02 dei Mobile Revelers fu la 1ª nella NBA D-League per la franchigia.
I Mobile Revelers arrivarono quarti nella NBA D-League con un record di 30-26. Nei play-off persero la semifinale contro i North Charleston Lowgators (2-1).

## Roster
| N° | Naz.                       | Ruolo | Sportivo          | Anno | Alt. | Peso |
| -- | -------------------------- | ----- | ----------------- | ---- | ---- | ---- |
|    | Stati Uniti (bandiera)     | G     | Isaac Fontaine    | 1975 | 193  | 95   |
|    | Stati Uniti (bandiera)     | G     | Rashad Phillips   | 1978 | 180  | 73   |
|    | Stati Uniti (bandiera)     | A     | Derek Hood        | 1976 | 203  | 101  |
|    | Stati Uniti (bandiera)     | C     | Nick Sheppard     | 1976 | 211  | 122  |
|    | Stati Uniti (bandiera)     | A     | Jason McCutcheon  | 1976 | 201  | 91   |
|    | Stati Uniti (bandiera)     | A     | Jamario Moon      | 1980 | 203  | 93   |
|    | Stati Uniti (bandiera)     | A     | Eugene Edgerson   | 1978 | 198  | 108  |
|    | Stati Uniti (bandiera)     | G     | Anthony Johnson   | 1974 | 191  | 86   |
|    | Rep. Dominicana (bandiera) | A     | John Strickland   | 1972 | 203  | 118  |
|    | Stati Uniti (bandiera)     | C     | Dwayne Schintzius | 1968 | 216  | 118  |
|    | Stati Uniti (bandiera)     | A     | Kaniel Dickens    | 1978 | 203  | 98   |
|    | Stati Uniti (bandiera)     | GA    | Donald Watts      | 1977 | 193  | 85   |
|    | Giamaica (bandiera)        | A     | Ajani Williams    | 1977 | 208  | 107  |
|    | Stati Uniti (bandiera)     | G     | Vernon Jennings   | 1977 | 193  | 91   |
|    | Stati Uniti (bandiera)     | G     | Lawrence Moten    | 1972 | 196  | 84   |
|    | Stati Uniti (bandiera)     | C     | David Crouse      | 1974 | 211  | 116  |
|    | Stati Uniti (bandiera)     | G     | Tezale Archie     | 1977 | 185  | 75   |
|    | Bahamas (bandiera)         | G     | Troy Rolle        | 1976 | 188  | 95   |
|    | Stati Uniti (bandiera)     | A     | Martin Lewis      | 1975 | 196  | 95   |
|    | Stati Uniti (bandiera)     | G     | Mike Wilks        | 1979 | 178  | 84   |
|    | Stati Uniti (bandiera)     | A     | Jason Skaer       | 1975 | 201  | 106  |
|    | Stati Uniti (bandiera)     | G     | Damond Edwards    | 1974 | 191  | 88   |

## Staff tecnico
- Allenatore: Sam Vincent
- Vice-allenatore: Dell Demps